# ديريك موريس (اقتصادي)
ديريك موريس (بالإنجليزية: Derek Morris)‏ هو اقتصادي بريطاني، ولد في 23 ديسمبر 1945.